# Manoel Afonso Júnior
Manoel Afonso Júnior (14 de noviembre de 1991) es un futbolista brasileño que se desempeña como delantero.
Jugó para clubes como el ASA, Gamba Osaka, Académica de Coimbra, CRB y CSA.

## Trayectoria

### Clubes
| Club                 | País     | Año         |
| -------------------- | -------- | ----------- |
| ASA                  | Brasil   | 2010        |
| Gamba Osaka          | Japón    | 2011        |
| Académica de Coimbra | Portugal | 2012 - 2013 |
| CRB                  | Brasil   | 2013        |
| Botafogo             | Brasil   | 2013 - 2014 |
| Coimbra              | Brasil   | 2014 - 2015 |
| CSA                  | Brasil   | 2015 - 2016 |
| Murici               | Brasil   | 2016 -      |